# Гійом-Габріель Нівер
Гійом-Габріель Нівер (фр. Guillaume-Gabriel Nivers, приблизно 1632, Париж — 30 листопада 1714, Париж) — французький композитор та органіст.

## Біографія
Будучи учнем Жака де Шамбоньєра, він став відомим органістом. У 1654 став титулярним органістом у церкві Сен-Сюльпіс, де протримався до 1714 року.
21 вересня 1668 року одружився з Анною Ено. 19 червня він призначається на один із чотирьох постів органіста у Королівській каплиці (разом із Ніколя Лєбеґом, Жаком Томеленом та Жаном-Баптістом Бютерном) за особистим вибором Людовика XIV.
У 1681 році він став також королівським вчителем музики замість Анрі дю Мона. Він отримує ще в 1686 році пост у Королівському Домі Святого Луї у Сен-Сір (релігійний заклад навчання благородних дівчат) як клавесиніст драматичних спектаклів. У 1708 році покидає пост у Королівській каплиці (замість нього займає цей пост Луї Маршан).
Після смерті Нівер залишив землю і статки, що оцінюються у 200000 фунтів, що свідчить про його успіх.

## Твори

### Для органу
Нівер видав три книги для органу, у елегантному та акуратному гравіюванні,  де містилось більше як 200 п'єс, серед яких органна сюїта у всіх церковних тональностях, месу, гімни, Deo Gratias і Te Deum.
- Органна книга, що містить сто п'єс у всіх церковних тональностях (1665).
- Друга органна книга містить месу і церковні гімни (1667).
- Третя органна книга у восьми церковних тональностях (1675). 8 сюїт.

Ці органні книги перші, що були опубліковані після Жана Тітлуза.

### Вокальні твори
- Мотети для голосу соло [...] та деякі інші мотети для двох голосів, властиві для Релігійних фр. Motets à voix seule [...] et quelques autres motets à deux voix propres pour les Religieuses(1689)
- Різні твори для двору Сен-Сіру:
  - Cantique sur la conformité à la volonté de Dieu
  - Chants de Jephté
  - Le Temple de la paix
  - Opéra de la vertu
  - Opéra de sceaux

### Трактати і методи
Нівер також залишив важливі теоретичні роботи, які є цінним джерелом для ознайомлення із музичною практикою тієї епохи:
- L'Art d'Accompagner sur la Basse Continue
- Méthode facile pour apprendre à chanter
- Observations sur le toucher et jeu de l'Orgue (dans la préface du Livre d’Orgue de 1665)
- Traité de la Composition de Musique (1667)
- Dissertation sur le chant grégorien (1683)
- Méthode certaine pour apprendre le plain-chant de l’Église (1698)

Деякі із цих творів були розміщені у передмові до його композицій.